# Valby
| Basisdaten                   | Basisdaten   |
| ---------------------------- | ------------ |
| Fläche:                      | 9,23 km²     |
| Einwohner Kommune:           | 52.809       |
| Bevölkerungsdichte:          | 5.183 je km² |
| Höhe über dem Meeresspiegel: | 5 m          |
| Postleitzahl:                | 2500 Valby   |

Stadtteile der Kommune Kopenhagen (seit 2007): G = Valby

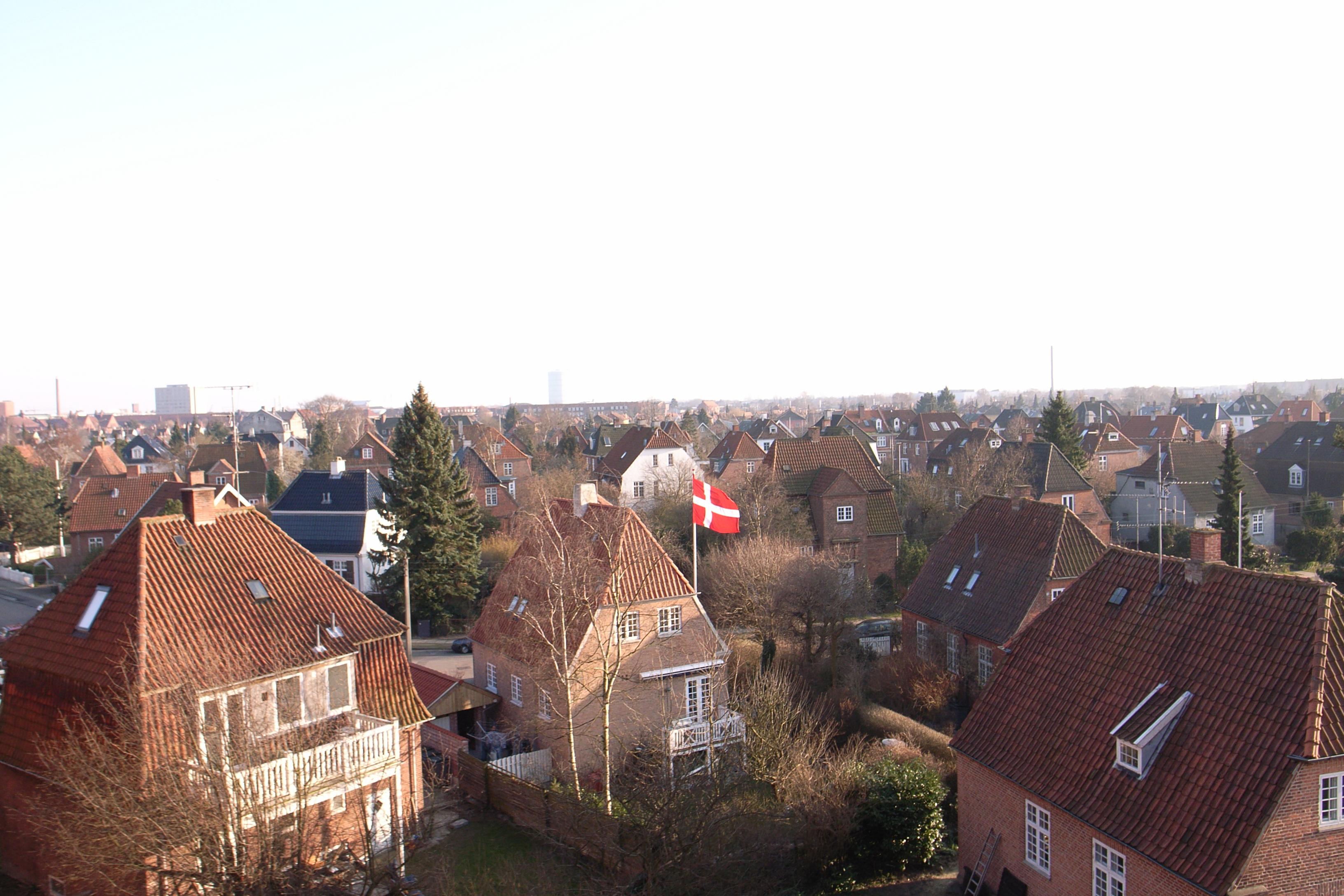
Hausdächer von Valby

Valby ist ein Stadtteil im Westen der dänischen Hauptstadt Kopenhagen. Das Viertel zeichnet sich durch Mischbebauung aus: Wohnblöcke, Reihen- und Einfamilienhäuser, außerdem Kleingartenanlagen, Industrie- und Gewerbebebauung sowie die Sportarena Valby Idrætspark. Valby erstreckt sich über eine Fläche von 9,23 km²; 46.161 Einwohner leben hier, die Bevölkerungsdichte beträgt also 5002 Einwohner/km².
Das Ortsgebiet verteilt sich auf fünf Kirchspielgemeinden (dänisch Sogn): Hyltebjerg, Timotheus, Valby, Aalholm und Valby Søndre Sogn.

## Lage und Gliederung
Der Stadtteil grenzt im Osten an Kongens Enghave und Vesterbro, im Norden an Frederiksberg und Vanløse und im Westen an die Hvidovre. Kalveboderne nennt sich das Flachwasser gegen Süden, welches die Køge-Bucht mit dem Südhafen (Sydhavn) verbindet. Im Nordosten grenzt Valby an den Damhus-See.
Getrennt vom restlichen Kopenhagen durch den Westfriedhof Vestre Kirkegård, die Gärten Søndermarken und Schlosspark Frederiksberg sowie ehemalige Industrieareale, hat Valby noch immer den Ruf, etwas abseits zu liegen. Die fortschreitende Stadtsanierung und der Ausbau von Carlsberg Byen (Carlsberg-Quartier) zu einem neuen Wohnviertel werden diese Abseitslage voraussichtlich beenden. Andere ehemalige Industriegebiete dieser Gegend werden ebenfalls saniert, weshalb Valbys Einwohnerzahl zuletzt deutlich gewachsen ist.
Die auffälligsten topografischen Merkmale des Stadtteils sind Valby Bakke und das Flüsschen Harrestrup Å, welches die westliche Grenze kennzeichnet.

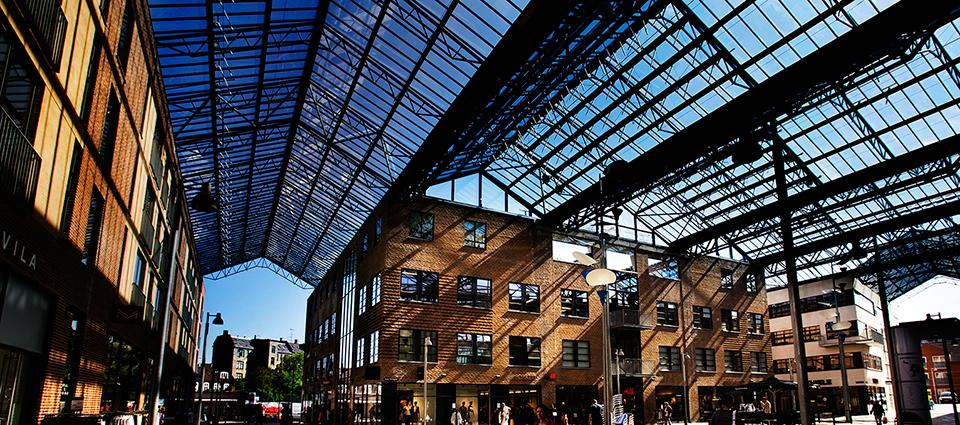
„Die Spinnerei“ (Spinderiet), Einkaufszentrum in Valby

Die Reste des ursprünglichen Valbys liegen heute im nördlichen Teil an der Valby Langgade, der alten Straße nach Roskilde, welche heute bereits bei Carlsberg Byen beginnt und dabei durch Pile Allé führt und westlich entlang der Grenze von Frederiksberg auf den neuen Roskildevej beim Damhussøen trifft.
Das heutige Zentrum Valbys liegt nahe dem Toftegårds Plads und wurde 2011 saniert. Neue Einrichtungen auf dem Platz sind der Kugelkäfig, eine aus Glas gemachte Kletterwand und eine bewegliche Bühne. Das Kulturzentrum, die Bahnstation und das Spinderiet-Einkaufszentrum liegen hier.
Die Sportanlage von Valby, das Mehrzweck-Stadium Valby Idrætspark, kann für mehrere Sportarten genutzt werden, ist aber hauptsächlich für den Fußball bekannt. Ein neues Schwimmzentrum wurde am 2. Februar 2012 eröffnet.
Die größte Grünfläche in Valby ist der Valby Park, der derzeit größte Park Kopenhagens, und der Vigerlev Park, welcher entlang der Harrestrup Å liegt. Das Carlsberg-Gebiet enthält auch zwei historische Gärten, von denen einer für die Öffentlichkeit zugänglich ist.

## Geschichte

### Anfänge

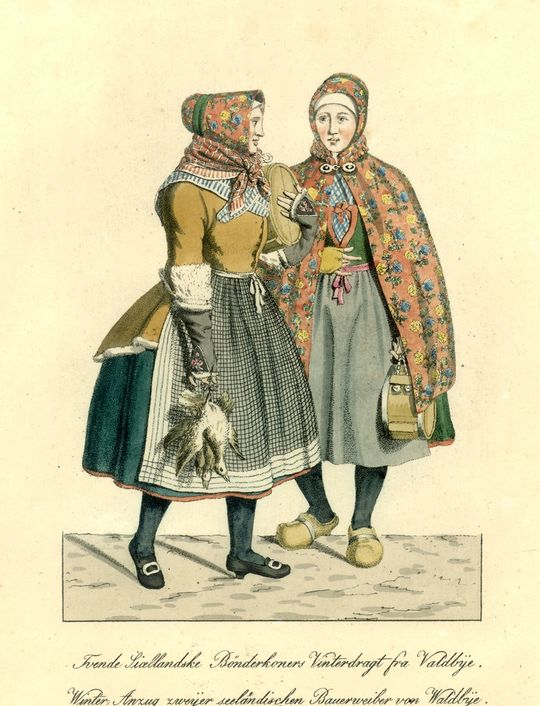
Zwei Marktfrauen in Valbyer Tracht, um 1800

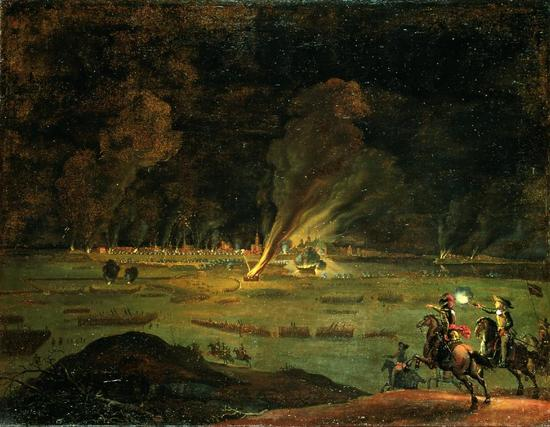
Blick vom Valby Bakke auf die Belagerung Kopenhagens 1659

Der Grabhügel von Danshøj, die Steinsetzung von Valby und viele andere archäologische Funde belegen, dass Valby spätestens seit den ersten Jahrhunderten unserer Zeitrechnung von Menschen besiedelt wurde. Das moderne Valby hat sich aus zwei Dörfern, Valby und Vigerslev, entwickelt. Der Name Valby wurde 1186 das erste Mal erwähnt, unter der Bezeichnung Walbu. Valby bedeutet „Dorf/Haus auf dem Flachland“. Im frühen Mittelalter fiel Valby an das Krongut Utterslev, welches weite Landstriche um Hafn („Hafen“) umfasste, aus welchem sich Kopenhagen entwickeln sollte. 1167 schenkte Waldemar I. Havn und Utterslev dem Bischof von Roskilde, aber 1417 kamen beide Besitzungen erneuert an die Krone.
Sowohl beim Bürgerkrieg, der zur Reformation (1533–1536) führte, als auch bei der Belagerung von Kopenhagens im Zweiten Nordischen Krieg wurde Valby fast vollständig zerstört (1658–1660), was zu Not und Armut führte.
1682 bestand Valby aus 13 Höfen und 25 Häusern. In einem einzigen, intensiv bestellten Garten wurde Gemüse angebaut, das in Konkurrenz mit den Bauern von Amager auf Kopenhagens Marktplatz verkauft wurde.
Zu dieser Zeit hatte Valby noch keine eigene Kirche, es gehörte seit 1628 zur Kirchspielgemeinde Hvidovre Sogn. 1675 wurde die Kirche von Hvidovre um einen Mittelgang für Valby ergänzt, einerseits um Symmetrie in die räumliche Gestaltung der Kirche zu bringen, andererseits um dem Wunsch der Bürger Valbys zu entsprechen, für sich sitzen zu können.

### Entwicklung

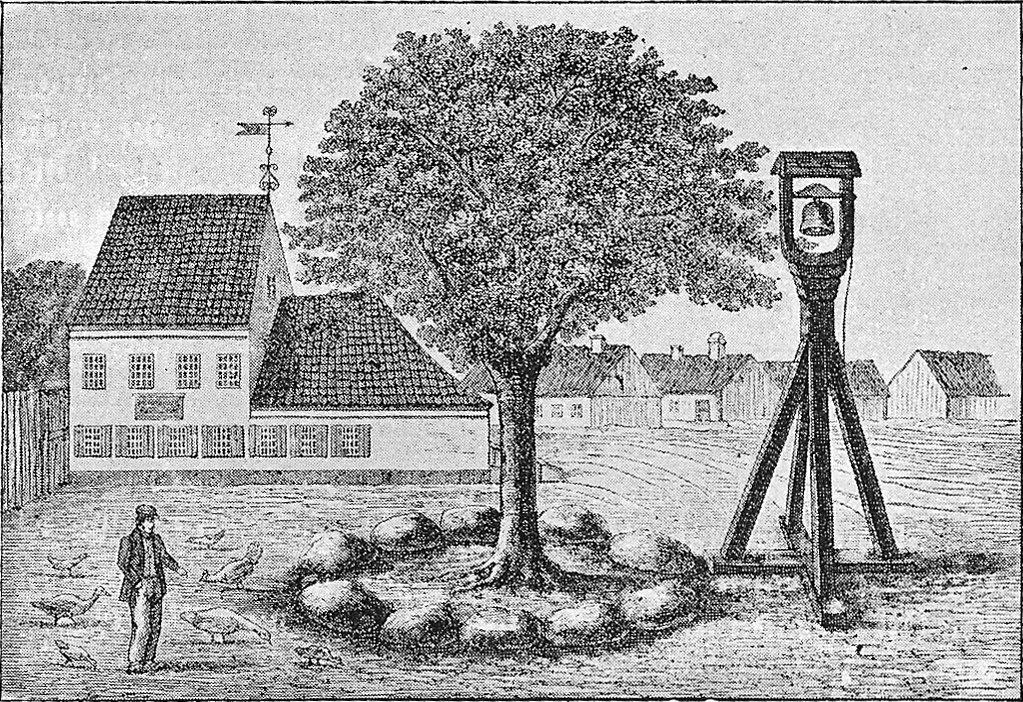
Dorfmitte von Valby, 18. Jahrhundert

Im 17. Jahrhundert wurde eine Straße von Kopenhagen nach Roskilde durch Valby geführt und ein Gasthaus eröffnet. Der erste Wirt war Hans Pedersen Bladt, ein geschickter Kaufmann, welcher 1675 zum Bürgermeister von Kopenhagen gewählt wurde.
Valby profitierte von der Nähe zu Schloss Frederiksberg, welches von 1699 bis 1703 als Sommerresidenz König Friedrichs VI. errichtet wurde. Die königliche Präsenz brachte mehr Leben in das Dorf. Es heißt, Königin Marie Sophie, Gemahlin Friedrichs VI., habe auf ihren Ausritten oft Kinder des Dorfes mit Süßigkeiten beschenkt.
1721 verlieh der König dem Ort Handelsrechte und ließ 1722 eine Rytterskole errichten; Rytterskoler waren Schulen der königlichen Gutsbezirke und Vorläufer der Volksschule.
Später wurde Valby oft mit Geflügelhaltung verbunden. Hühner und Gänse aus Valby wurden auf dem Gammeltorv in Kopenhagen verkauft.

### Ausflugsziel und Bahnstation

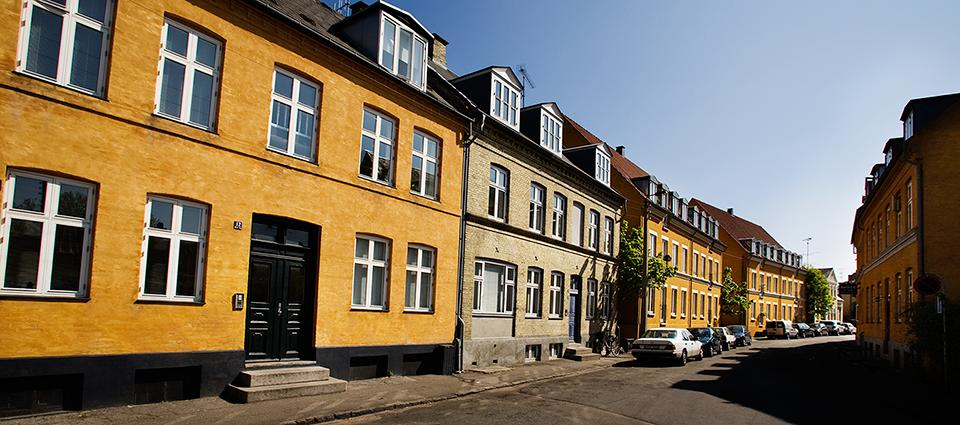
Straßenansicht Alt-Valby

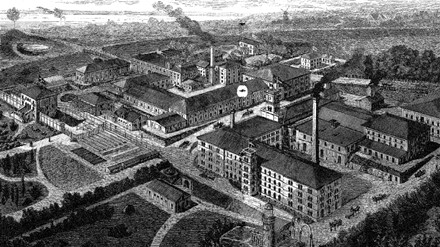
Carlsberg, um 1883

1776 wurde der Verlauf der Chaussee Richtung Roskilde verlegt, sodass sie direkt von Vesterbro über den Valbyhügel führte. Dadurch wurde die Dorfmitte umgangen, was zum Abriss des Gasthauses und weiteren Geschäfte führte.
Dafür entwickelte sich Valby zu einem beliebten Ausflugsziel und Sommeraufenthalt Kopenhagener Bürger, eine Entwicklung, die zuvor schon Frederiksberg erfasst hatte. Ein Vorreiter war der Artist und Theaterleiter James Price, der 1795 hier seinen ersten Sommer verbrachte. Ihm folgten weitere Mitglieder des wohlhabenden Bürgertums.
1847 wurde eine erste Eisenbahnstrecke in Betrieb genommen. Sie verband die Hauptstadt über Valby mit Roskilde. Die Station wurde 1864 geschlossen, als der neue Hauptbahnhof in Kopenhagen eröffnete und die Bahnlinie über Frederiksberg geführt wurde. Die heutige Station Valby (Bahnstrecke København–Fredericia) liegt etwas westlich des ersten Bahnhofs.

### Brauerei Carlsberg
Im Verlauf der Gleisarbeiten wurde eine Naturquelle gefunden. Braumeister Jacob Christian Jacobsen errichtete daraufhin 1847 die Carlsberg-Brauerei an der östlichen Flanke von Valby Bakke. 1882 gründete sein Sohn Carl Jacobsen eine eigene Brauerei auf der gegenüber liegenden Seite, Grund war ein Zerwürfnis zwischen Vater und Sohn. Beide Brauereien wuchsen und wurden nach dem Tod des Seniors vereinigt.
Carl Jacobsen war auch die treibende Kraft hinter Valbys erster Kirche, der Jesuskirche. Der Bau wurde mit dem väterlichen Erbe finanziert. Er wurde am 15. November 1891 eingeweiht, gehörte aber für die ersten zehn Jahre noch zur Gemeinde Hvidovre Sogn.

### 20. Jahrhundert

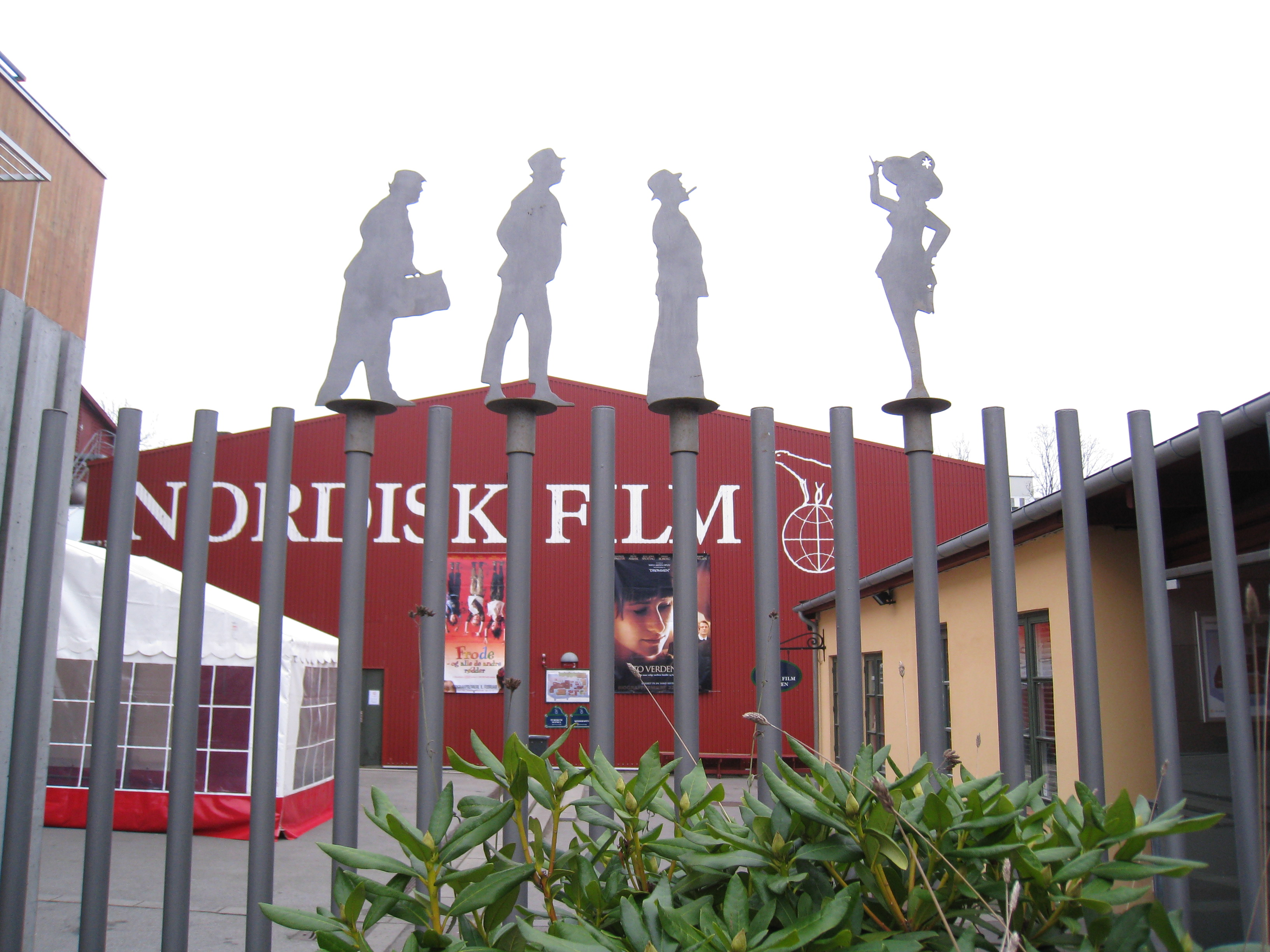
Nordisk Filmstudio mit den Silhouetten der Olsenbande

1901 wurde Valby nach Kopenhagen eingemeindet und infolge der Industrialisierung zu einem Arbeiterviertel. 1907 eröffneten die „Dänischen Baumwollfabriken“ (De Danske Bomuldsspinderier) eine Spinnerei im Zentrum von Valby. Weitere Firmen, die in dieser Zeit hier siedelten, waren Carl Allers Aller Media A/S und die Firma C.F. Rich & Sønner mit Kaffeeersatzherstellung. 1956 kam das Unternehmen F L Smidth & Co nach Valby und nahm ein zentral gelegenes Gelände ein.
Ole Olsen gründete 1906 das Nordisk-Film-Studio, das seitdem mitten in Valby liegt. Bekannte dänische Filmproduktionen wie die Olsenbande, Die Leute von Korsbaek und Kopenhagen mitten in der Nacht (1984) entstanden hier.
Der Eisenbahnunfall von Vigerslev am 1. November 1919 war der schwerste in der dänischen Geschichte.

## Idiomatik
Der Stadtteil erstreckt sich auf der Anhöhe Valby Bakke. Die dänische idiomatische Redewendung vest for Valby Bakke (dt. sinngemäß „hinter dem Valbyhügel“) wird – scherzhaft – als Synonym für „die Provinz“ gebraucht, was wiederum alles „außerhalb von Kopenhagen“ meint.

## Verkehr

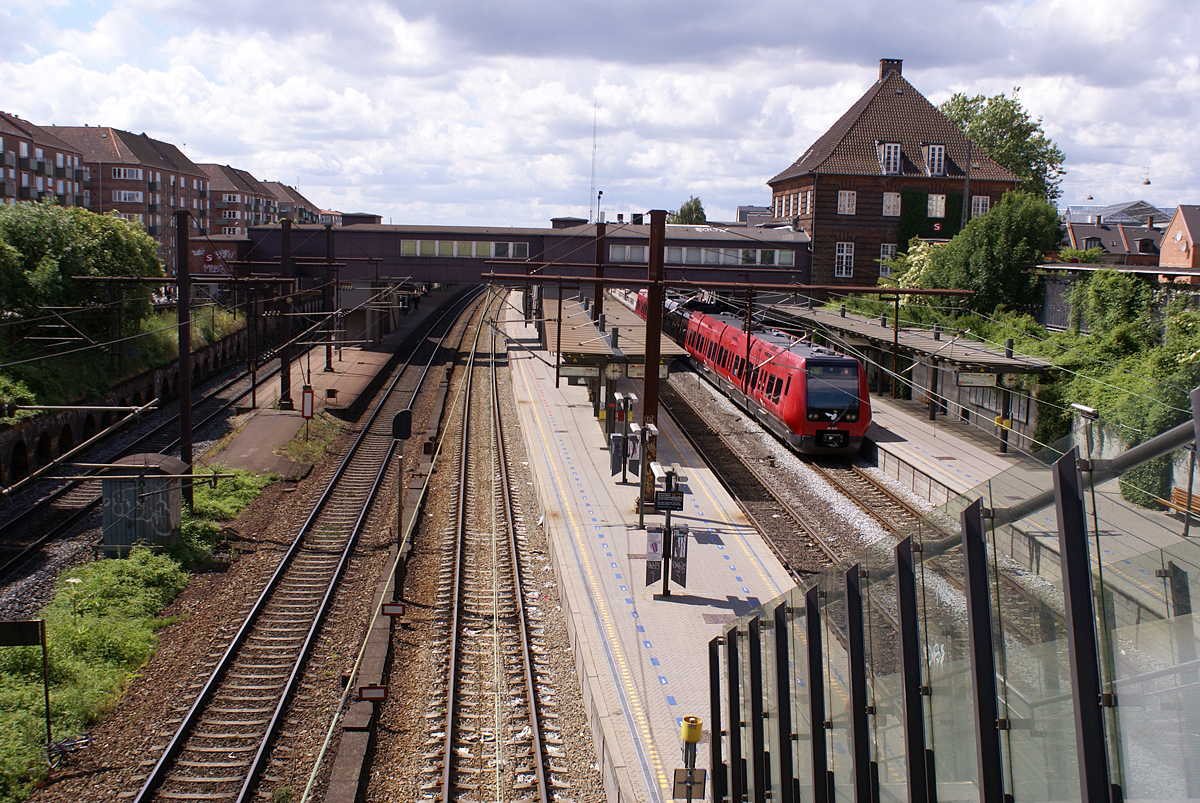
Bahnhof Valby

Valby ist durch die S-Bahn gut erreichbar. Die Station von Valby liegt zentral in der Nähe des Toftegårds Plads. Einige Regional- und IC-Züge halten in Valby, wodurch Anschluss nach Frederikssund besteht. Die Station Langgade an Valbys Ostgrenze liegt an der Frederikssundbane.
Der Bahnhof Ny Ellebjerg (ab Dezember 2024 København Syd) ist ein großer Verkehrsknoten und dient als Umsteigepunkt zwischen Køge Bugt-banen, der Vestbane und der Ringlinie, welche über die Hellerup im Norden Kopenhagens durch die Stadtränder führt. Der Bahnhof Danshøj dient hauptsächlich als Umsteigepunkt zwischen der Linie B und der Linie F auf der Ringbane (Ringlinie). Andere Stationen in Valby, welche von der Ringlinie bedient werden, sind die Station Ålholm und Vigerslev Alleé.

## Galerie

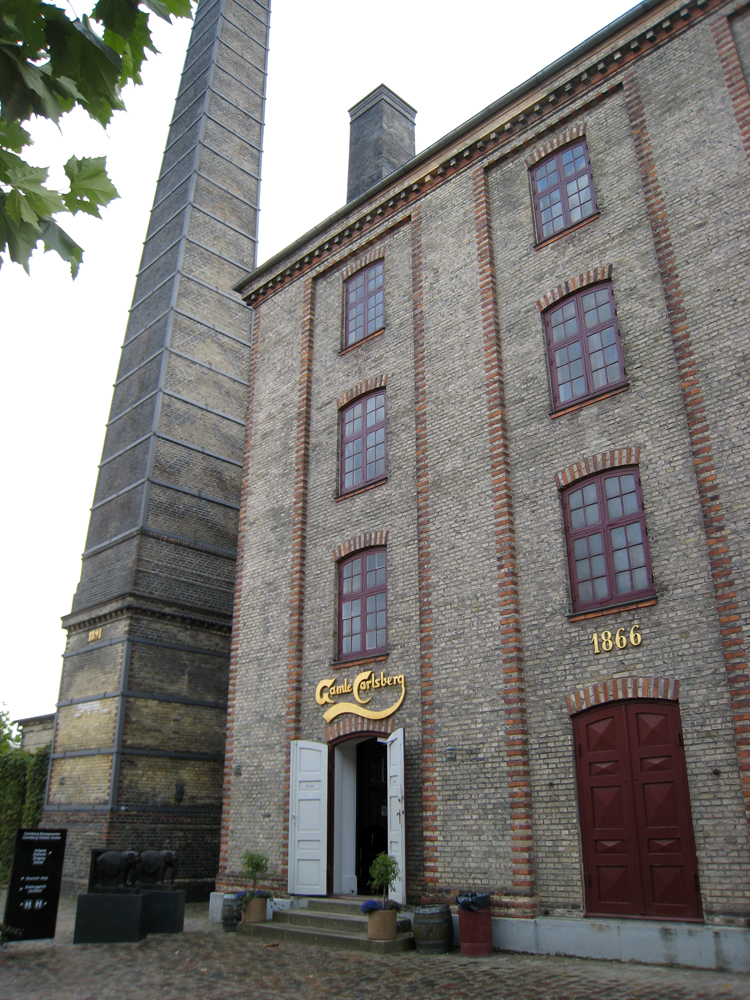
Ehemalige Carlsberg-Brauerei
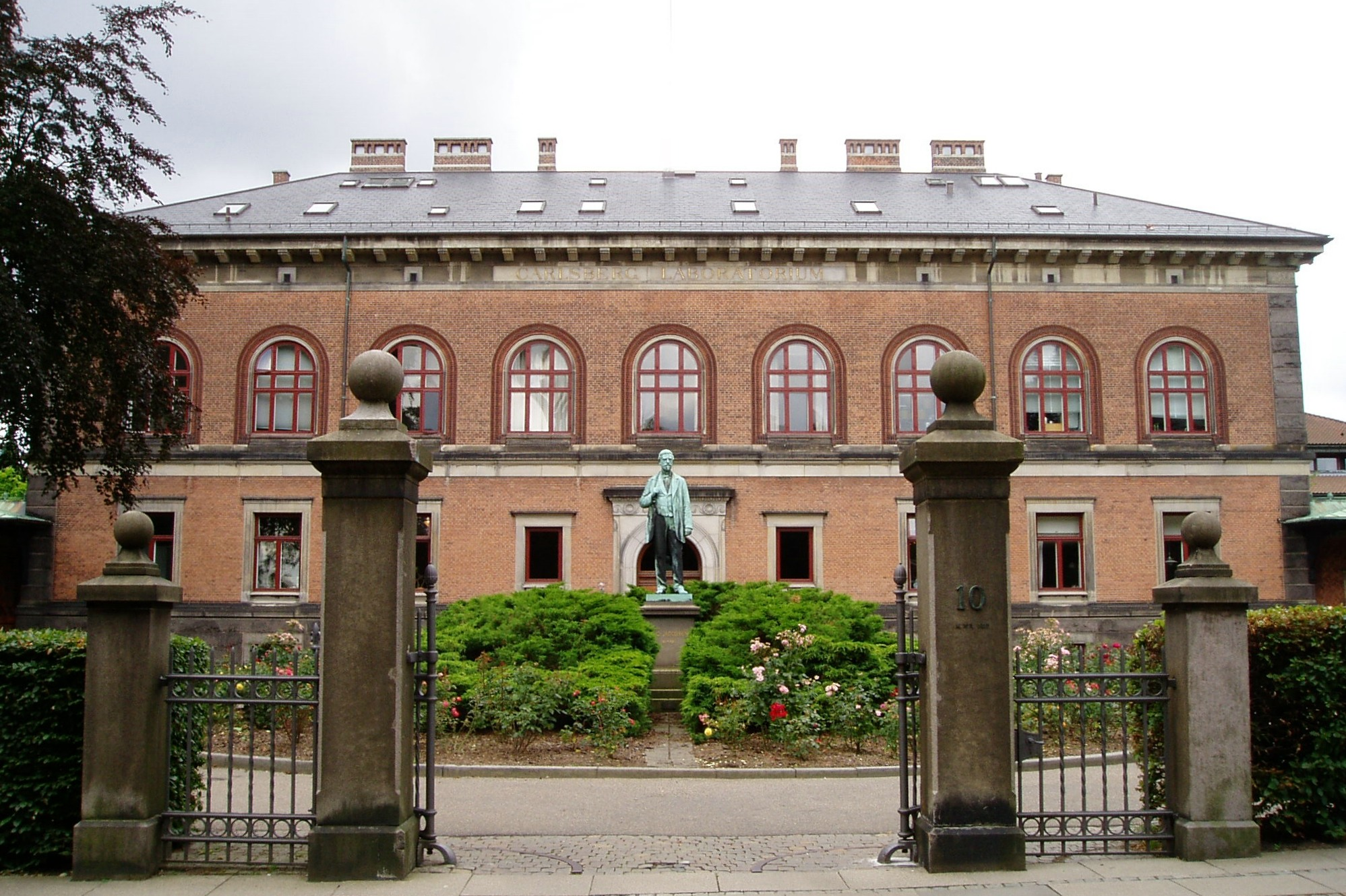
Carlsberg-Laboratorium
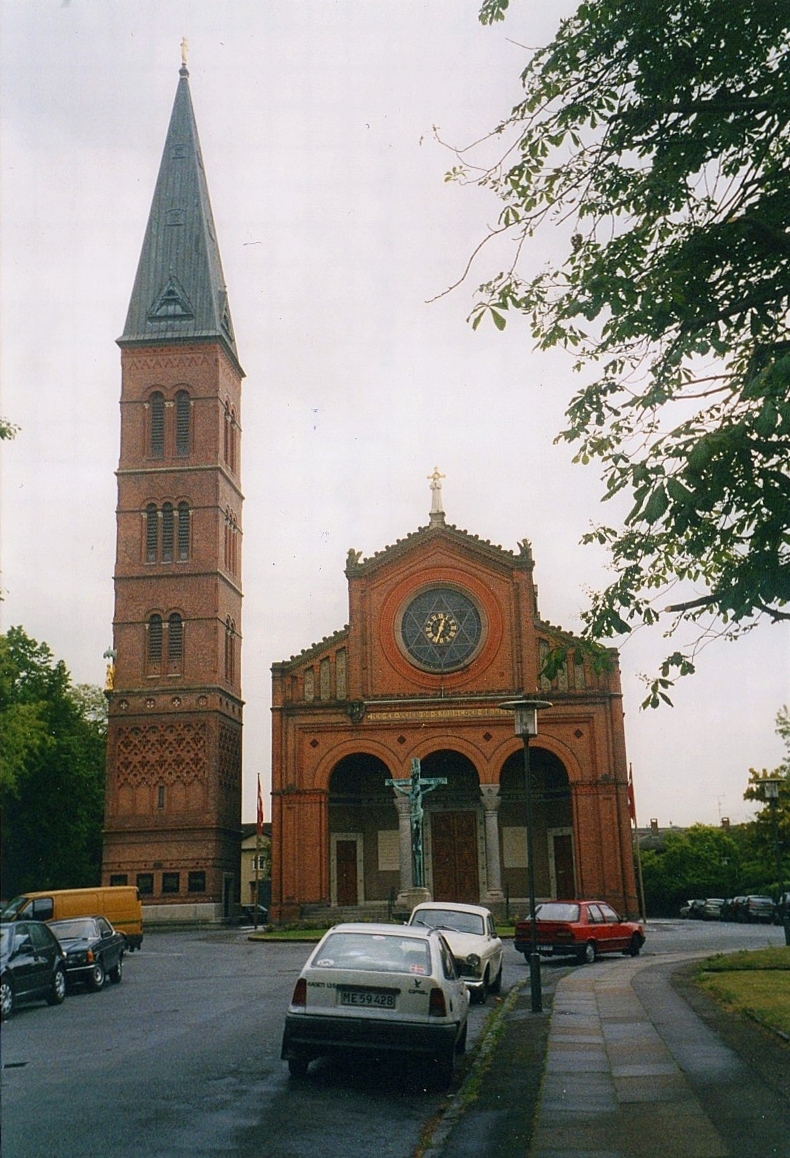
Jesuskirche (Jesuskirken) mit Campanile
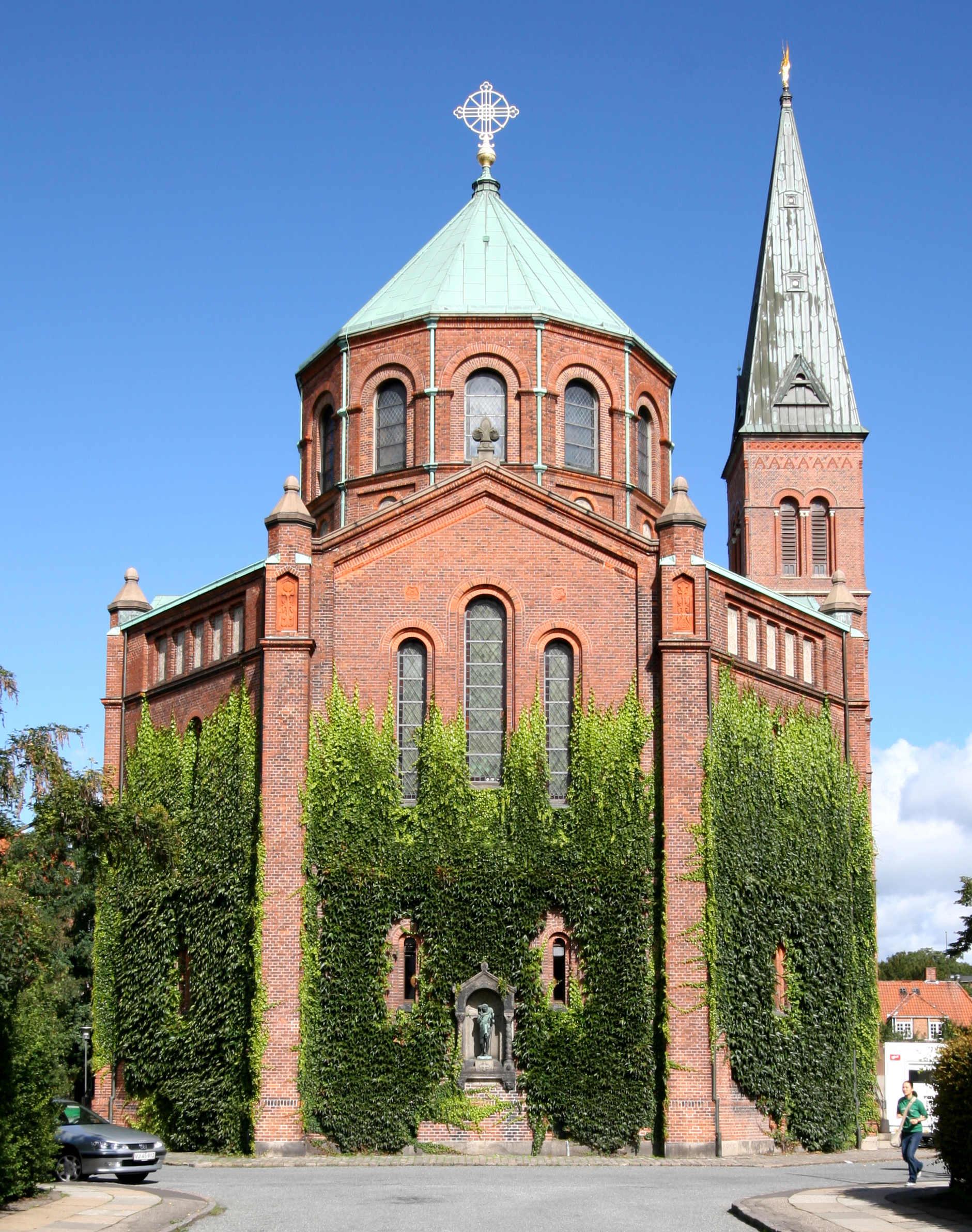
Jesuskirche, Ansicht von Süden
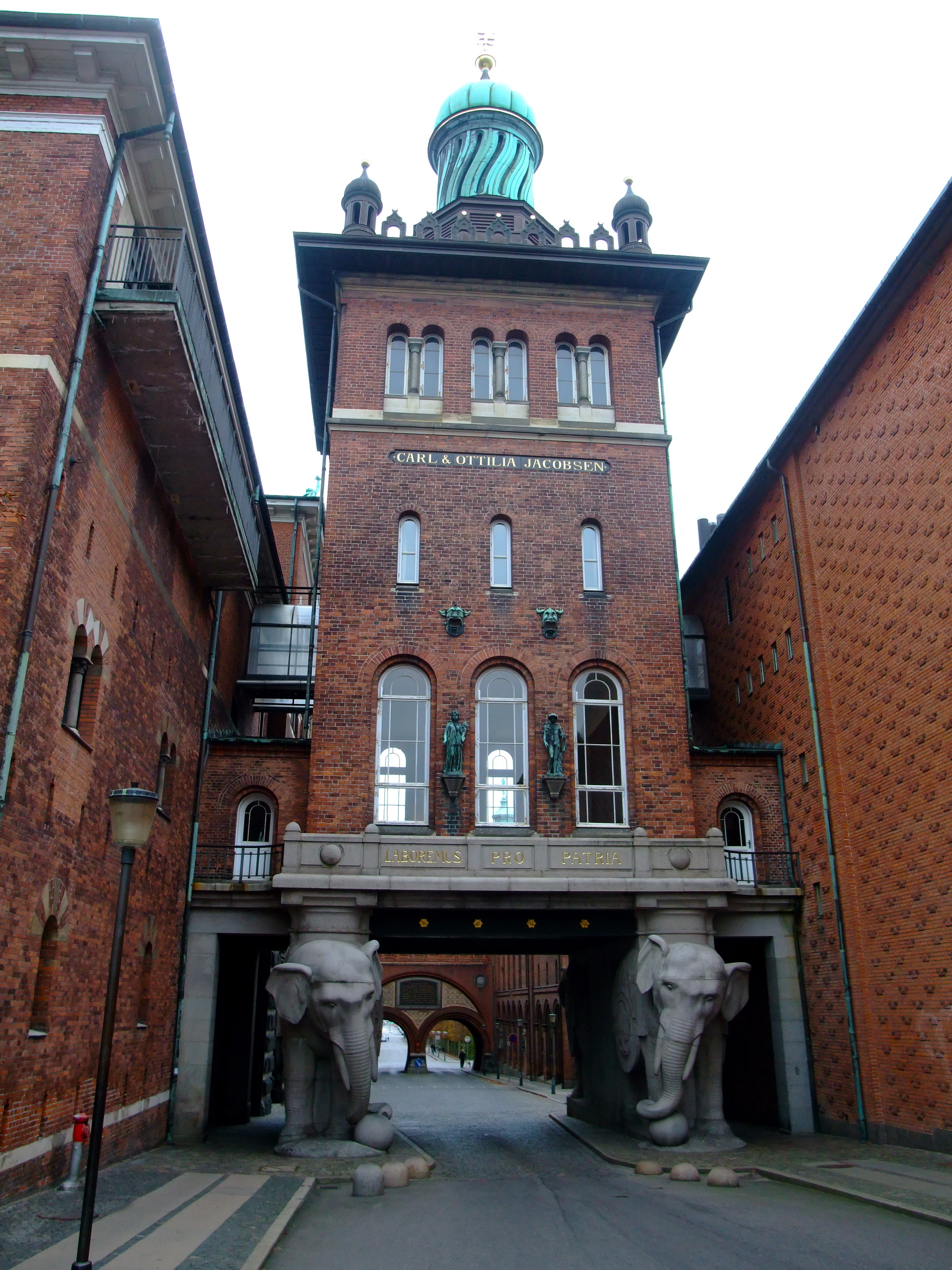
Elefanten-Brücke und Elefanten-Turm in Carlsberg Byen, der Eingang zum neuen Carlsberg-Komplex
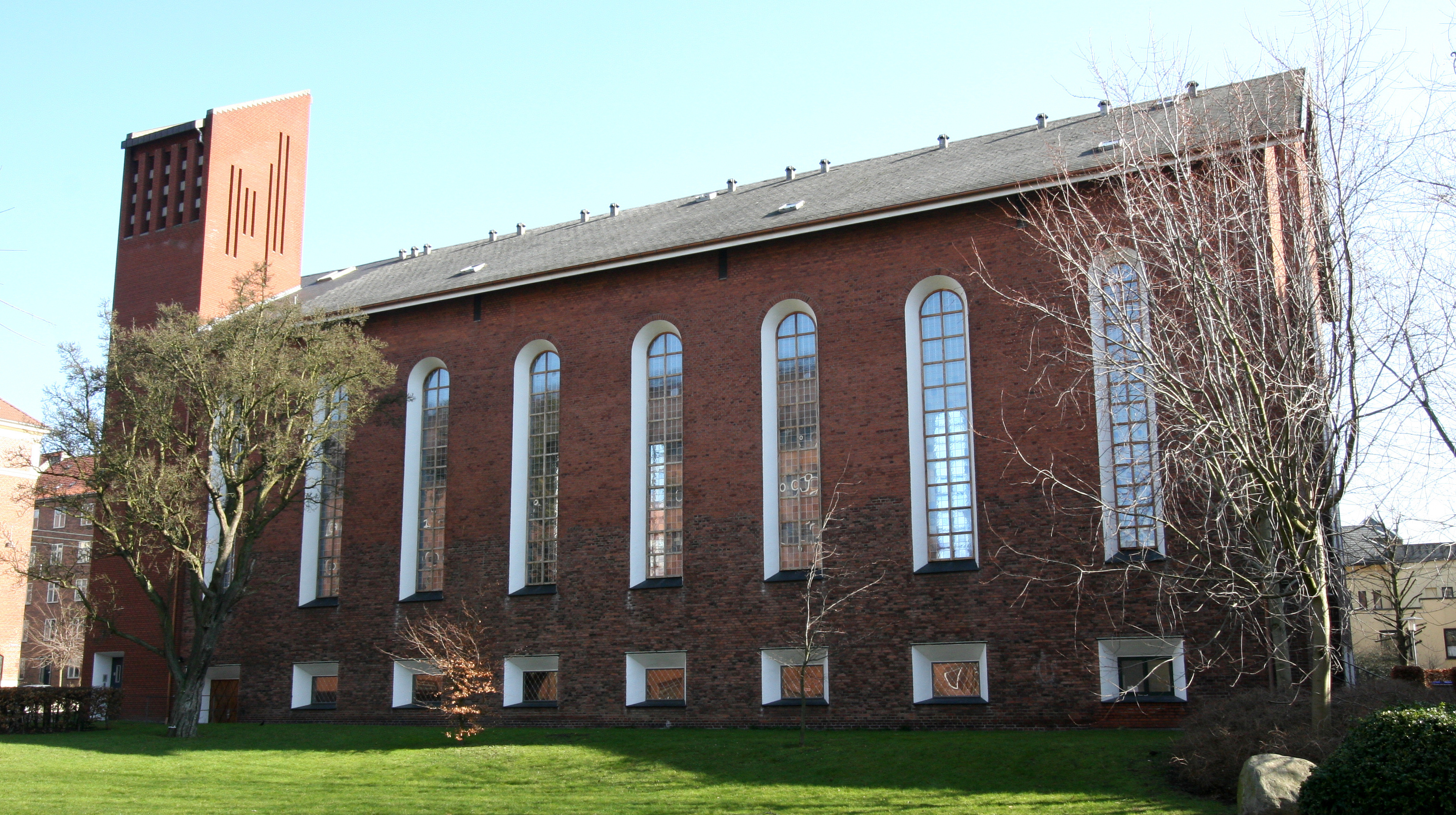
Johannes Døbers Kirke, Westfassade
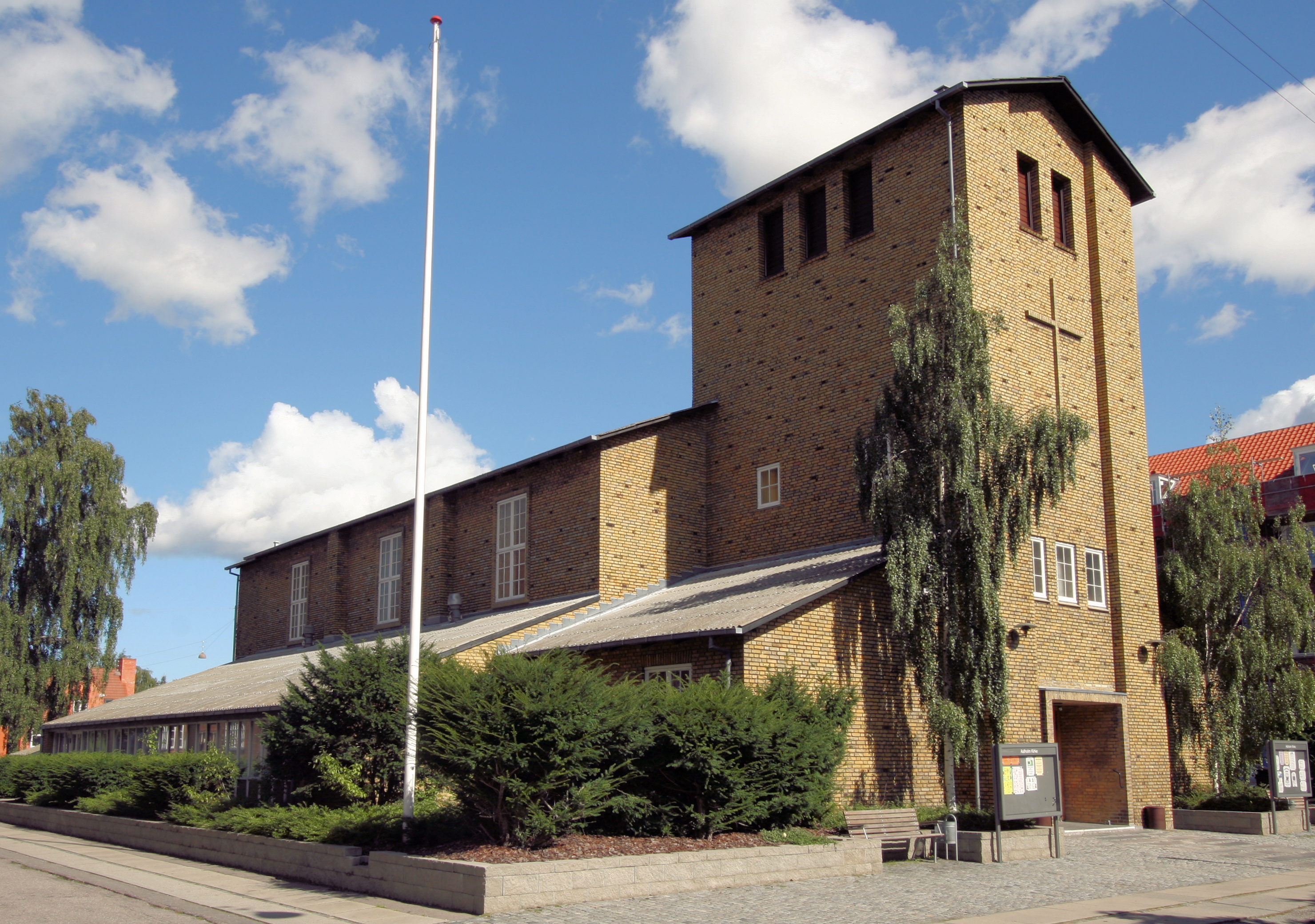
Aalholm Kirche (1938/39)

## Persönlichkeiten
- Karl Hansen Reistrup (1863–1929), Maler, Illustrator, Bildhauer und Keramiker